# Dol Guldur (Album)
Dol Guldur (Sindarin für ‚Hügel der Magie‘) ist das dritte Studioalbum der österreichischen experimentellen Extreme-Metal-Band Summoning. Es wurde 1996 bei Napalm Records veröffentlicht. Das Album ist nach Angaben auf der Homepage von Summoning bis heute das am meisten verkaufte der Band (Stand: September 2010).
Die Lieder, die für Dol Guldur geschrieben, aber nicht auf dem Album veröffentlicht wurden, wurden 1997 zusammen mit dem Lied Habbanan Beneath the Stars auf der Mini-CD Nightshade Forests veröffentlicht. Laut Angaben von Summoning auf ihrer Homepage hängen Dol Guldur und Nightshade Forests eng zusammen und sollten somit als eine CD angesehen werden.
Dol Guldur wurde 2007 zusammen mit seinen Vorgängeralben Lugburz und Minas Morgul vom spanischen Label Temple of Darkness Records als Picture-LP-Box und damit erstmals auf Vinyl veröffentlicht.

## Stil und Text
Auf Dol Guldur setzten Summoning ihre schon beim Vorgängeralbum Minas Morgul begonnene Entwicklung vom ursprünglichen, stark black-metal-beeinflussten Stil der Gründungszeit der Band hin zu einer von atmosphärischen, epischen Elementen beeinflussten Spielart fort. So werden die Gitarrenriffs häufig nur als Begleitung eingesetzt, die Melodie jedoch vom Keyboard getragen. Dabei werden auf dem Keyboard verschiedenste Instrumente bis hin zu einem ganzen Sinfonieorchester simuliert, darunter auch für den Black-Metal-Bereich untypische wie ein Carillon oder ein Didgeridoo. Wie bei Summoning nach der Trennung von Schlagzeuger Alexander „Trifixion“ Trondl üblich, wurde auch das Schlagzeug mit dem Keyboard (und nicht, wie häufig angenommen wird, auf dem Drumcomputer) eingespielt.
Der Gesang ist genretypisches Screaming, wird aber als „gefühlvoll gefauchte[r] Gesang“ beschrieben. Daneben gibt es einzelne Growls und Abschnitte mit sonorem, tiefem, klarem Gesang.
Die Texte sind wie bei allen Alben von Summoning vor Let Mortal Heroes Sing Your Fame ausschließlich an die Der-Herr-der-Ringe-Trilogie J. R. R. Tolkiens angelehnt. Teilweise wurden Textpassagen oder Gedichte Tolkiens aus den Romanen unverändert als Liedtexte übernommen. Weitere Liedtexte steuerte Peter „PK“ Kubik, der Gitarrist der Band Abigor, bei der Michael Gregor zu dieser Zeit Sänger war, bei, da sich Summoning „als Komponisten und nicht als Poeten sehen und fühlen“ und daher nicht selber texten.
James Slone von der Review-Seite Satan Stole My Teddybear bemerkt zu den Texten auf Dol Guldur, dass Summoning in den Liedtexten die Dunkelheit und das Geheimnisvolle im Herzen von Der Herr der Ringe beschwören (Summoning invokes […] the darkness and mystery at the heart of The Lord of the Rings).

## Lieder
Das Intro Angbands Schmieden ist nach den Schmieden Angbands (sindarin für ‚Eisenkerker‘), der Festung Morgoths in den Eisenbergen Beleriands benannt. An Ambossschläge und Blasebalge erinnernde Keyboardeffekte verleihen „der so schon sehr atmosphärisch ausfallenden Einleitung nochmal eine ganz besondere Note“.
In Nightshade Forests bilden Teile von drei Gedichten Tolkiens aus dem ersten Teil von Der Herr der Ringe (The Leaves Were Long, the Grass Was Green [Das Gras war grün, das Laub hing dicht], Cold Be Hand and Heart and Bone [Kalt sei Hand, Herz und Gebein] und Gil-galad Was an Elven-king [Gil-galad war ein Elbenfürst]) den Liedtext. Marius Mutz nennt das Stück auf metal1.info einen „Atmosphäre-Hammer“, Paul von The Metal Observer bezeichnet es als „exzellent“.
Elfstone basiert auf Abschnitten aus den Gedichten All That Is Gold Does Not Glitter (Nicht alles, was Gold ist, funkelt) (der ersten Strophe) und Out of Doubt, Out of Dark to the Day’s Rising (Aus Zweifel und Finsternis kam ich, singend). Für Marius Mutz ist Elfstone ein gutes Beispiel dafür, dass ein Riff, obwohl es sich nicht verändert, interessant sein kann, „da dieses in sich schlicht so stimmig ist, dass man es bei jedem Mal hören wieder neu entdecken - und fühlen - kann“.
Die zweite Strophe von All That Is Gold Does Not Glitter sowie Teile von The World Was Young, the Mountains Green (Die Welt war jung, die Berge grün), When Evening in the Shire Was Grey (Stand einst daheim der Abend grau) und Legolas Greenleaf Long Under Tree (Legolas Grünblatt, Ihr lebtet bisher) werden in Khazad Dúm verarbeitet. Khazad Dúm ist der Name von Moria in Khuzdul, der Sprache der Zwerge bei Tolkien, und bedeutet ‚Zwergenheim‘. Marius Mutz lobt die „unglaublich dichte Atmosphäre“ und bezeichnet das Stück als „ein Hörerlebnis der ganz anderen Art“. Steve Hoelzel von chroniclesofchaos.com findet das Lied beispielhaft für die Art, wie Summoning Schicht um Schicht einfache Melodien zu einem komplexen Gesamtstück zusammenführen.
Mit Kôr vertonen Summoning Teile des Gedichts Kortirion Among the Trees (Kortirion unter den Bäumen), das Tolkien 1915 veröffentlichte. Kortirion, Tirion und Kôr sind dabei die verschiedenen Namen einer Elbenstadt in Tolkiens Welt. Steve Hoelzel beschreibt die Melodielinie von Kôr als haunting (‚eindringlich‘, auch ‚packend‘ oder ‚tief bewegend‘).
Glaurung, der Vater der Drachen aus dem Silmarillion, ist der Namensgeber für das Instrumental Wyrmvater Glaurung. In diesem Stück kommen an ein Glockenspiel erinnernde Keyboardeffekte zum Einsatz, die Steve Hoelzel als chilling (‚Kälte verbreitend‘, auch ‚abschreckend‘) bezeichnet.
Für Unto a Long Glory… werden Teile des Gedichts Over the Land There Lies a Long Shadow (Über dem Land liegt lang der Schatten) für den Liedtext verwendet. Ein Rezensent bei The Metal Observer hält Unto a Long Glory… für zu wenig eingängig, um seine Länge zu rechtfertigen.
Over Old Hills basiert auf dem Stück Trapped and Scared, das auf dem ersten Album Strike the Ground von Ice Ages, einem Nebenproject von Richard „Protector“ Lederer, veröffentlicht worden war. Textlich wird das Gedicht (You & Me and) the Cottage of Lost Play (Die Hütte des Vergessenen Spiels) Tolkiens von 1915 verarbeitet, das ebenso wie Kortirion Among the Trees 1983 von Christopher Tolkien in The Book of Lost Tales, Part I (Das Buch der Verschollenen Geschichten Band I) veröffentlicht wurde. Musikalisch außergewöhnlich ist der wiederkehrende Einsatz eines Samples, das ein Didgeridoo simuliert. Auf voenger.de bemerkt der Rezensent, dass „die Vocals teilweise sogar in tiefere growlartige Soundregionen ab[driften], was der Dynamik und Abwechslung von ‚Dol Guldur‘ zu gute kommt“.

## Rezeption und Kritik
Dol Guldur wurde von den Fans überwiegend sehr positiv aufgenommen. Auch die Rezensenten der Szenemedien erteilten dem Album vorwiegend hohe und Höchstnoten. So vergibt Steve Hoelzel auf der Website chroniclesofchaos.com 10 von 10 Punkten und lobt die Entwicklung der einzelnen Stücke von simplen Melodien hin zu komplexen, mehrschichtigen Kompositionen.
Asmondeus benotet das Album mit 8 von 10 Punkten auf metal.de. Nachdem Summoning ihren Stil gefunden zu haben scheinen, erinnere nur noch der Gesang an Black Metal. Die Lieder bestächen jedes durch eine eigene Atmosphäre, und es sei schwer, sich den teils mittelalterlich angehauchten Melodien zu entziehen. Besonders der im Vergleich zu Minas Morgul verbesserte Einsatz des Drumcomputers (eigentlich des Keyboards, siehe oben) wird von Asmondeus hervorgehoben, dieser tackere „längst nicht mehr so lustlos wie noch auf "Minas Morgul" daher“.
Die Rezension auf anus.com bezeichnet Summoning gar als die Vangelis of modern Black Metal und lobt die exzellente und den individuellen Anforderungen der Band gut angepasste Produktion und Abmischung des Albums. Daneben findet der Rezensent auch lobende Worte für das Songwriting, dessen Ergebnis er mit dem Wort „ästhetisch“ zusammenfasst.
Etwas kritischer bewertet The Metal Observer Dol Guldur. Im Vergleich zu Minas Morgul seien die Lieder weniger eingängig und die Melodien weniger fesselnd. Einige der Lieder wie Kôr oder Unto a Long Glory… seien zu lang und zu wenig abwechslungsreich geraten. Gegen Ende des Albums würde man sich nach etwas aggressiverem sehnen. Trotzdem vergibt der Rezensent 7,5 von 10 möglichen Punkten.
Weniger die Länge der Lieder als das gedrosselte Tempo sieht Marius Mutz von metal1.info als einzigen Makel des Albums. Dies sei jedoch für die Atmosphäre des Albums keineswegs abträglich. Es ist gerade „diese Atmosphäre, die sich sowieso kaum in Worte fassen lässt“, die Mutz in seiner Rezension immer wieder lobend erwähnt und mit den Worten „Majestät und Epik, die einem Schauer um Schauer den Rücken herunterjagen“ zusammenfasst. Mit 10 Punkten vergibt er die Höchstnote.

## Titelliste
1. Angbands Schmieden – 3:30 (Instrumental)
2. Nightshade Forests – 10:49
3. Elfstone – 10:51
4. Khazad Dúm – 10:58
5. Kôr – 11:00
6. Wyrmvater Glaurung – 3:05 (Instrumental)
7. Unto a Long Glory… – 9:37
8. Over Old Hills – 8:58

## Albumcover
Wie die Cover aller Studioalben bis Stronghold zeigt das Cover von Dol Guldur eine Burg oder Festung. In diesem Fall liegt diese an einem See mit bewaldeten Ufern und ist im Nebel nur schemenhaft zu erkennen. Eingebettet ist diese Szenerie in ein grünes Ornament, das das selbst hexagonale Bild wie ein Bilderrahmen umgibt. Auf der oberen Seite des Sechsecks findet sich die Darstellung eines Drachen.